# Mite de Jesús

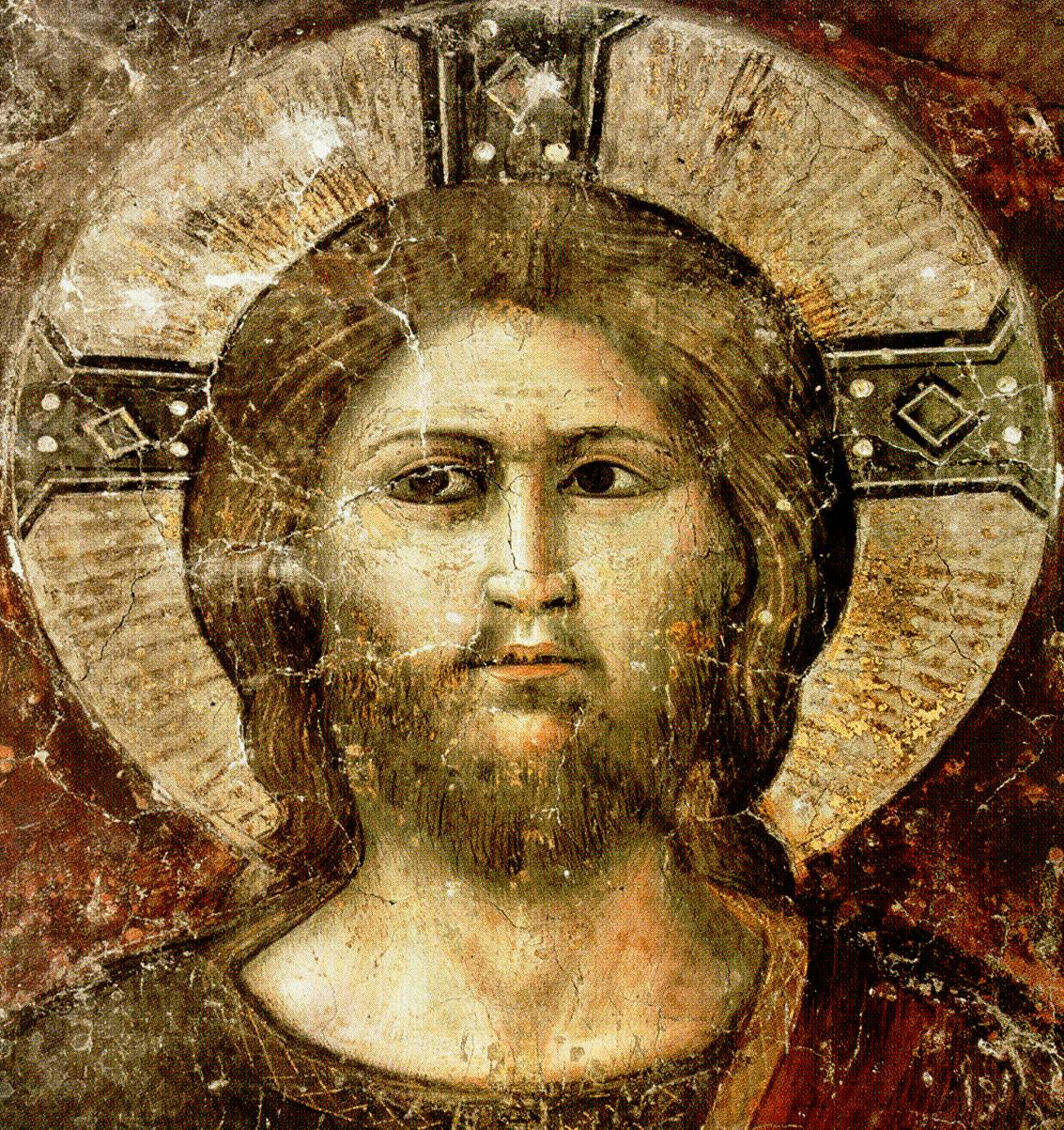
Jesús amb el disc solar, fresc del Judici Universal, de Pietro Cavallini, any 1320

El mite de Jesús és una escola de pensament segons la qual la història de Jesús de Natzaret, tal com es relata en les fonts cristianes, seria en realitat un mite. Les semblances dogmàtiques i literàries amb altres religions mistèriques demostraria que el cristianisme és el producte d'un sincretisme religiós i no d'una realitat històrica. La majoria dels estudiosos que sostenen aquesta teoria, no tots, mantenen posicions escèptiques o neguen l'existència històrica de Jesús de Natzaret.

## Arguments a favor d'un Jesús mític
Els autors d'aquesta escola relacionen les creences de les religions catòlica i jueva amb l'astrologia i argumenten que s'ha creat el mite de Jesús perquè les institucions religioses poguessin tenir poder social i econòmic sota la por del poble a l'infern.

### Resurrecció al tercer dia
La resurrecció de Jesús al tercer dia, segons l'escola mitològica, fou adoptada del paganisme. Els astròlegs egipcis fixen un període de tres dies en què el sol es manté en el seu lloc més baix durant el mes de desembre, motiu pel qual es deia que la divinitat solar estava morta durant tres dies per després ressuscitar. Aquesta creença va passar als evangelis cristians, on es diu que Jesús estigué mort durant tres dies per després ressuscitar a la vida. Dins del monomite o camí de l'heroi de la majoria de relats mitològics apareix una revelació que sovint implica una mort i una resurrecció.

### Ellogos
Bruno Bauer, filòsof i teòleg alemany, sostenia que l'aplicació cristiana de la paraula grega logos deriva de la filosofia grega, concretament de Filó, els estoics i Heràclit d'Efes, mort l'any 475 aC. Per tant, el logos no seria una ensenyança ni cristiana ni jueva. Bauer també assenyala la semblança de la vida de Jesús amb la del filòsof Apol·loni de Tíana.

## Analogies entre Jesús i personatges anteriors

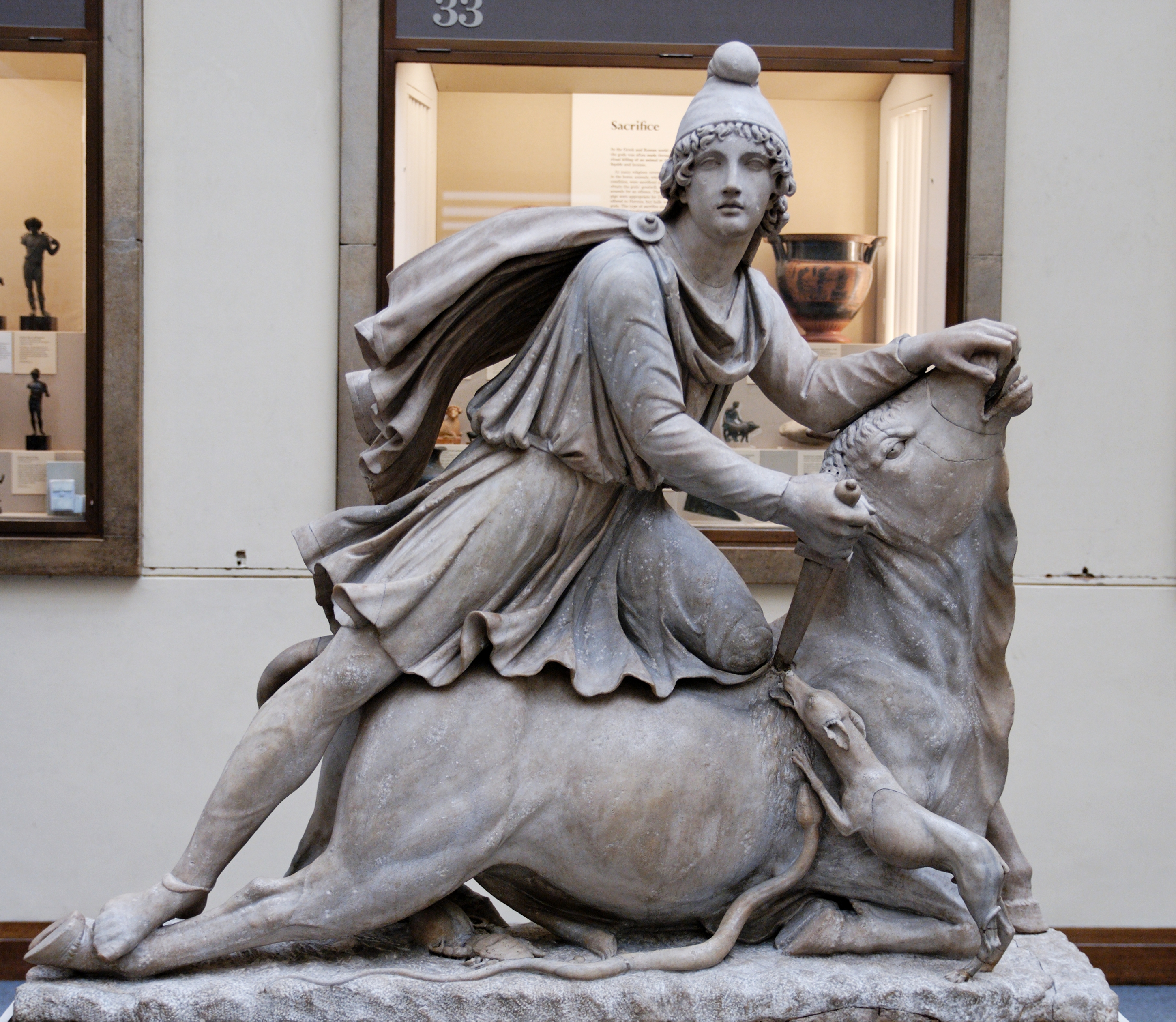
El déu persa Mitra sacrificant un brau.

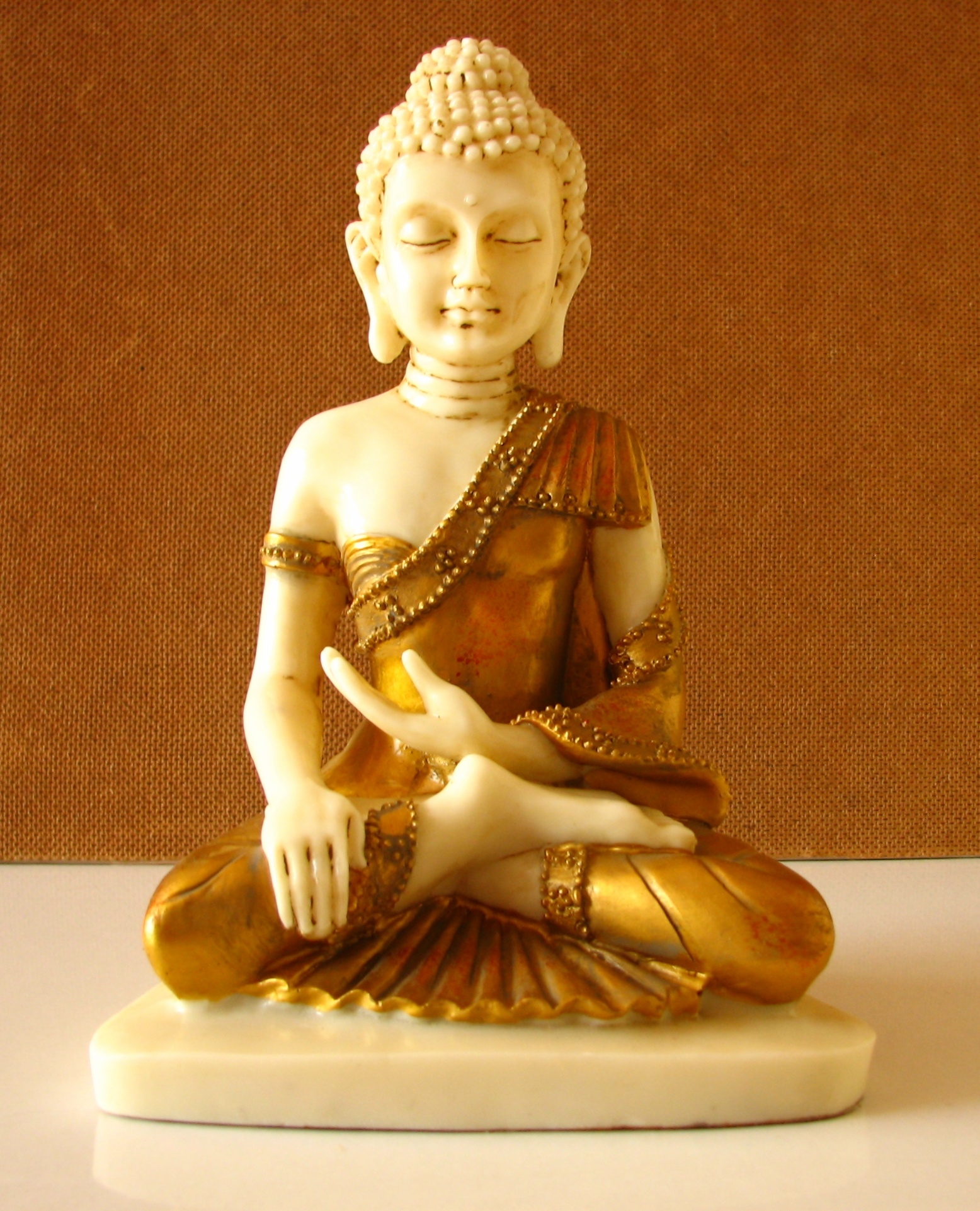
Buda

### Mitra
Mitra, déu solar entre els perses, que va passar al culte de l'imperi romà i durant el (segle i) va competir amb el cristianisme.
- Mitra nasqué el 25 de desembre, en una cova fosca
- Els pastors foren els primers que el trobaren i l'adoraren.
- Li van portar regals, or i essències.
- La seva mare era una verge, anomenada Mare de Déu.
- Mitra era un llaç d'unió entre Déu i la gent. Era un representant de Déu a la Terra.
- Fou enviat pel Pare perquè es fessin els seus desitjos a la Terra.
- El seu sacrifici tenia com finalitat redimir el gènere humà.
- Els seus seguidors creien en la comunió amb el pa i el vi, en el cel i en l'infern.
- Rebia l'apel·latiu de La Llum, el Bon Pastor, La Veritat.
- El dia sagrat del mitraisme era el diumenge.
- El mitraisme es representa amb una creu en un cercle, que simbolitza el sol.
- Després d'ensenyar a la Terra, Mitra ascendí al cel.[3]

Actualment està en discussió si el mitraisme va influir sobre el cristianisme o a l'inrevés. Sembla que no hi han documents escrits anteriors al segle ii, que és quan el cristianisme va començar a arrelar dins l'imperi romà. L'adoració a Mitra va tenir molt d'èxit entre els soldats romans, però era una religió secreta exclusiva per a homes i tancada als profans. Tot el que tenim són restes arqueològiques i estàtues. Malgrat això cal recordar que era una religió molt antiga provinent de Pèrsia. Els seus dogmes i creences van ser importats de l'Orient.

### Krixna
Krixna, divinitat de l'hinduisme.
- Es transfigurà davant dels seus deixebles.
- Morí crucificat entre dos lladres (segons algunes tradicions).
- Fou travessat per una llança.
- Fou vist durant 40 dies abans d'ascendir al cel.
- A Krishna se l'anomena el "Bon Pastor" i "Senyor de senyors".
- Considerat el Redemptor, el Primogènit, el Llibertador.
- És la segona persona de la Trinitat.
- Se'l proclamà la "Resurrecció" i "el Camí al Pare".
- Fou considerat el "Principi, el Mitjà i la Fi," (L'Alfa i l'Omega), així com a ésser omniscient, omnipresent i omnipotent.
- Els seus deixebles, li donaren el títol de "Jezeus", que significa "ser el pur".
- Ressuscità al tercer dia.[3]

### Buda
Siddharta Gautama, a l'origen del budisme, 566 aC-486 aC.
- Nascut de la Verge Maia un 25 de desembre.
- Anunciat per una estrella, visitat per uns homes savis amb costosos regals (Reis d'Orient).
- Sanà a persones malaltes.
- Caminà sobre les aigües.
- Alimentà a 500 persones amb un petit cistell de pans.
- Obligà els seus seguidors a la pobresa i a renunciar al món terrenal.
- Mort, fou sepultat i ressuscità entre els morts.
- Ascendí als cels (Nirvana).
- Anomenat El Bon Pastor, Fuster, Alfa i Omega, Mestre, La Llum del Món, Redemptor.[3]

Segons aquests autors, tantes coincidències amb la vida de Jesús són producte d'un sincretisme religiós i afirmen que Jesús no va existir i que és un Mite fabricat pels primers autors cristians agafant antigues tradicions paganes.